# شگفت‌انگیز عجیب (فیلم)
شگفت‌انگیز عجیب (به انگلیسی: Freaky Deaky) فیلمی محصول سال ۲۰۱۲ و به کارگردانی چارلز ماتائو است. در این فیلم بازیگرانی همچون بیلی برک، کریستین اسلیتر، مایکل جای وایت، کریسپین گلاور، راجر بارت، سابینا گادکی، اندی دیک، برانو راسانو، بیل دوک، گلوریا هندری و پیج کندی ایفای نقش کرده‌اند.